# Светослав Петров (футболист, р. 1978)
Вижте пояснителната страница за други личности с името Светослав Петров.
Светослав Петров е бивш български футболист, дефанзивен халф.

## Кариера
Роден е на 12 февруари 1978 г. в Добрич. Възпитаник на детско-юношеската школа на Добруджа (Добрич) и на Спортно училище „Георги Стойков Раковски“ в родния си град. Републикански шампион при децата през 1992 - капитан на отбора, обявен за най-добър полузащитник на турнира. Републикански вицешампион и носител на Купата на България при юношите старша възраст през 1995. Влиза в мъжкия отбор през 1996 и играе 3 сезона и половина с жълто-зеления екип в А група, записвайки 60 мача (второ най-добро класиране в историята – 9-о място през сезон 1998/1999).
Януари 2000 е привлечен от треньор №1 на XX век Димитър Пенев в столичния ЦСКА. Шампион на България за сезон 2002/2003. Голмайстор в есенното вечно дерби в шампионския сезон, отбелязвайки втория гол за класическата победа с 3:0 над Левски (София). Играе в квалификациите за Шампионска лига. Лято 2004 е продаден на руския Кубан (Краснодар). Есен 2005 се завръща в България и играе за Локомотив (София). Януари 2006 подписва 3-годишен договор с азербайджанския Нефтчи (Баку). Още същия месец печели единствената историческа за клуба Купа на шампионите на Съдружествата (Купата на шампионите от бившия СССР), като бележи последния гол за 4:2 в победния финален мач срещу литовския Каунас. Регионалният турнир е ежегоден от 1993 г., признат от ФИФА, като в него участват шампионите на всичките 15 страни от Постсъветското пространство – Общността на независимите държави и Прибалтика (включително актуалните шампиони на Русия и Украйна – тогава ЦСКА Москва и Шахтьор Донецк). Пролет 2007 е преотстъпен на китайския Чанчун Ятай. Шампион на Китай за сезон 2006/2007 (единствена национална титла в историята на клуба). Лято 2007 се завръща в Нефтчи (Баку). Сезон 2009/2010 е вторият му период в ЦСКА. Участва в груповата фаза на европейския клубен турнир Лига Европа. С червения екип записва общо 123 мача и 12 гола в А група, 30 мача и 1 гол за Купата на България (финалист в турнира през 2002 и 2004), 20 мача и 1 гол (срещу молдовския Конструкторул) в евротурнирите. Есен 2010 играе за Калиакра (Каварна) в А група.
След прекратяване на състезателната си кариера, от 1 януари 2011 до 23 октомври 2011 е помощник-треньор на Милен Радуканов в ЦСКА, като печели два трофея – Купата и Суперкупата на България за 2011. Впоследствие е негов асистент и в Ботев (Пловдив) от 31 октомври 2011 до 26 март 2012. Поради кадрови проблеми се налага връщането му в игра, като е картотекиран на 22 ноември до края на престоя му при жълто-черните. Играе за Витоша (Бистрица) през есен 2012 и за Сливнишки герой (Сливница) през сезон 2017/2018 в Югозападна Трета лига.
Завръща се в родния си клуб Добруджа (Добрич) вече като изпълнителен директор в периодите декември 2012–юни 2015 и декември 2015–юни 2016. С него са свързани най-добрите класирания на отбора в последните 15 години – трето и пето място в Б група, съответно през сезони 2013/2014 и 2014/2015, както и достигане до четвъртфинал в турнира за Купата на България през сезон 2013/2014. Впоследствие есен 2016 е спортен директор в Берое (Стара Загора). Сезон 2018/2019 е треньор на юношите старша възраст на Септември (София), като извежда отбора си до трето място и бронзови медали в първенството на Елитната група на България за футболисти до 19 години, изпреварвайки в крайното класиране школите на всички други столични клубове.
Национален състезател с 11 мача за България [2000–2003], а преди това записва и 10 мача за младежкия национален отбор.
От юни 2019 до май 2021 е главен мениджър на родния си клуб Добруджа (Добрич) и старши треньор на мъжкия отбор (негов дебют).

## Статистика по сезони
- Добруджа – 1996/97 - A група, 19/0
- Добруджа – 1997/98 - A група, 4/0
- Добруджа – 1998/99 - A група, 22/0
- Добруджа – 1999/ес. - A група, 15/0
- ЦСКА – 2000/пр. - A група, 13/2
- ЦСКА – 2000/01 - A група, 25/4
- ЦСКА – 2001/02 - A група, 28/1
- ЦСКА – 2002/03 - A група, 24/3
- ЦСКА – 2003/04 - A група, 21/2
- Кубан (Краснодар) – 2004/ес. - Премиер Лига, 17/0
- Кубан (Краснодар) – 2005/пр. - Премиер Лига, 15/2
- Локомотив (Сф) – 2005/ес. - A група, 10/0
- Нефтчи (Баку) – 2006/пр. – Премиер Лига, 13/3
- Нефтчи (Баку) – 2006/ес. – Премиер Лига, 10/1
- Чангчун Ятай (Чанчун) – 2007/пр. – Суперлига, 16/0
- Нефтчи (Баку) – 2007/08 – Премиер Лига, 8/0
- Нефтчи (Баку) – 2008/09 – Премиер Лига, 13/1
- ЦСКА – 2009/10 - A група, 12/0
- Калиакра – 2010/ес. - A група, 8/0
- Ботев (Пловдив) – 2011/12. - A група, 3/0

## Успехи
- Шампион на България: 1: 2002/03
- Шампион на Китай: 1: 2007